# とことん1番ホール生中継
ゴルフネットワーク 国内ツアースペシャル とことん1番ホール生中継（ゴルフネットワーク こくないツアースペシャル とことんいちばんホールなまちゅうけい）は、CS放送のゴルフネットワークで放送されるゴルフ中継番組。
当初は、「ゴルフネットワークLIVEスペシャル 1番ホールライブ観戦」（ゴルフネットワークライブスペシャル いちばんホールライブかんせん）というタイトルで放送していたが、2011年シーズンから現在のタイトルとなった。

## 概要
番組タイトルの通り、国内ツアー（ジャパンゴルフツアー・JLPGAツアー）のトーナメントから数試合を選び、1番ホールの模様を生中継する。アウトスタートの各選手のプレーの他に、練習場での練習風景を放送する大会もある。
中継制作は、地上波での中継を制作するテレビ局が行っており、その局からの裏送りで放送される。例外として、地上波中継がNHKでの放送となる「日本ゴルフツアー選手権」は、ゴルフネットワークの自社制作となる。

## 放送される試合
全体的な傾向として、地上波中継が日本テレビ系列で放送される大会が圧倒的に多く、特に2013年まではその傾向が顕著であった。その他の系列は年1,2回程度である。テレビ東京系列制作の大会は、旧「LIVEスペシャル」時代を含めても長らく中継実績がなかったが、2014年の「東建ホームメイトカップ」で初めて中継を行った。